# Rassau (Amt Neuhaus)
Rassau (niederdeutsch Rassau) ist ein Dorf im Ortsteil Kaarßen der Gemeinde Amt Neuhaus in Niedersachsen.

## Geographie
Der Ort liegt vier Kilometer nordwestlich von Hitzacker am gegenüberliegenden Ufer der Elbe im Biosphärenreservat Niedersächsische Elbtalaue.

## Geschichte
Für das Jahr 1848 wird angegeben, dass Rassau unter dem Namen Groß Rassau acht Wohngebäude hatte, in denen 70 Einwohner lebten und zum Amt Hitzacker gehörte. Für Klein Rassau im Amt Neuhaus waren es drei mit 44 Einwohnern. Zu der Zeit war der Ort Klein Rassau nach Kaarßen eingepfarrt, Groß Rassau nach Hitzacker. Die Schule befand sich in Groß Rassau und bildete einen Schulverband mit Strachau und Klein Rassau. Am 1. Dezember 1910 hatte Groß Rassau 93 Einwohner und Klein Rassau zehn. Beide Gemeinden gehörten zum Kreis Bleckede. Im Rahmen der Gebietsänderungen in Mecklenburg wurde Rassau am 1. Juli 1950 nach Kaarßen eingemeindet. Nach der deutschen Wiedervereinigung wechselte der Ort am 30. Juni 1993 aus Mecklenburg-Vorpommern nach Niedersachsen in den Landkreis Lüneburg. Am 1. Oktober 1993 wurde Kaarßen mit Rassau in die Gemeinde Amt Neuhaus eingemeindet.